# Fahrradmuseum Schloss Vösendorf

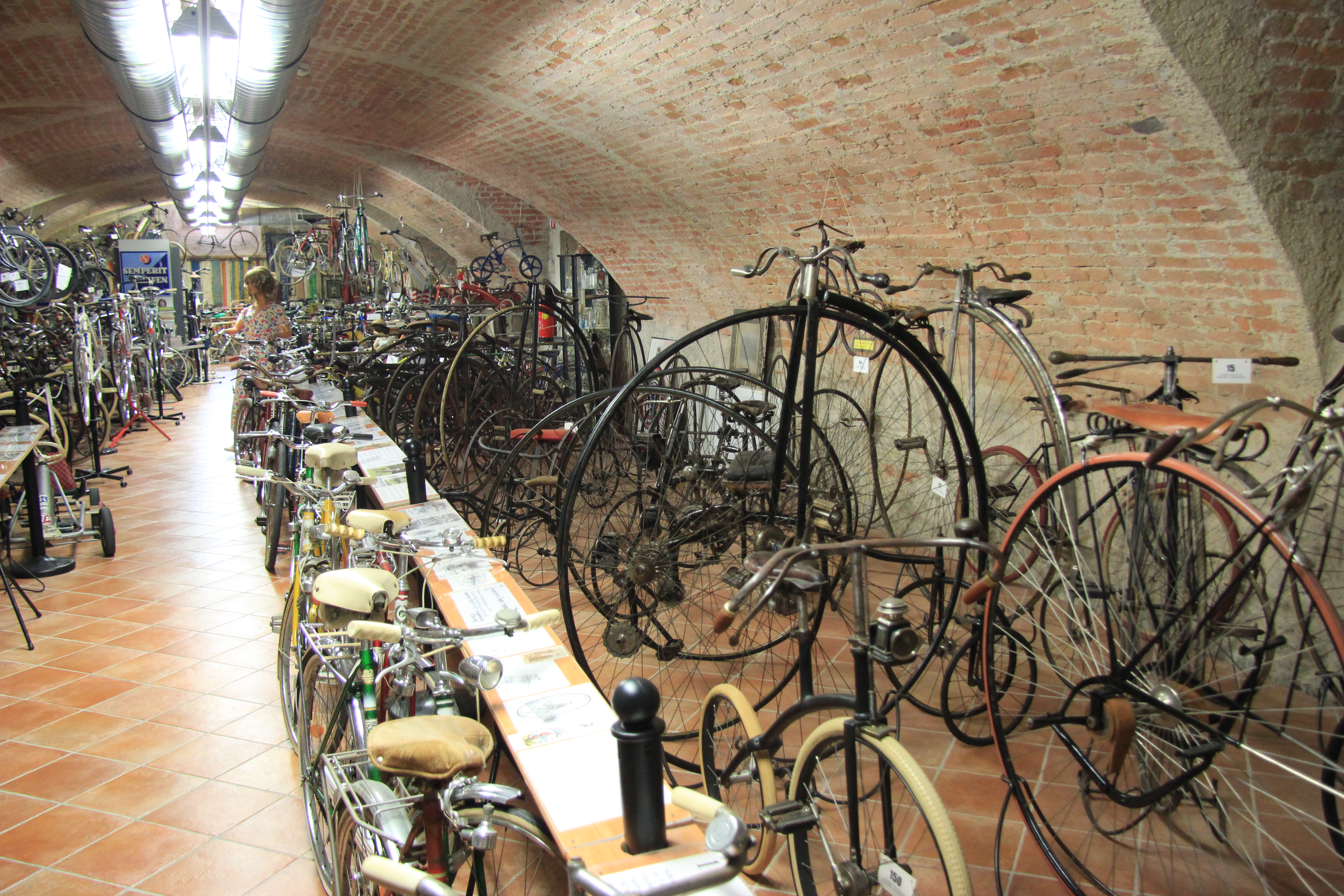
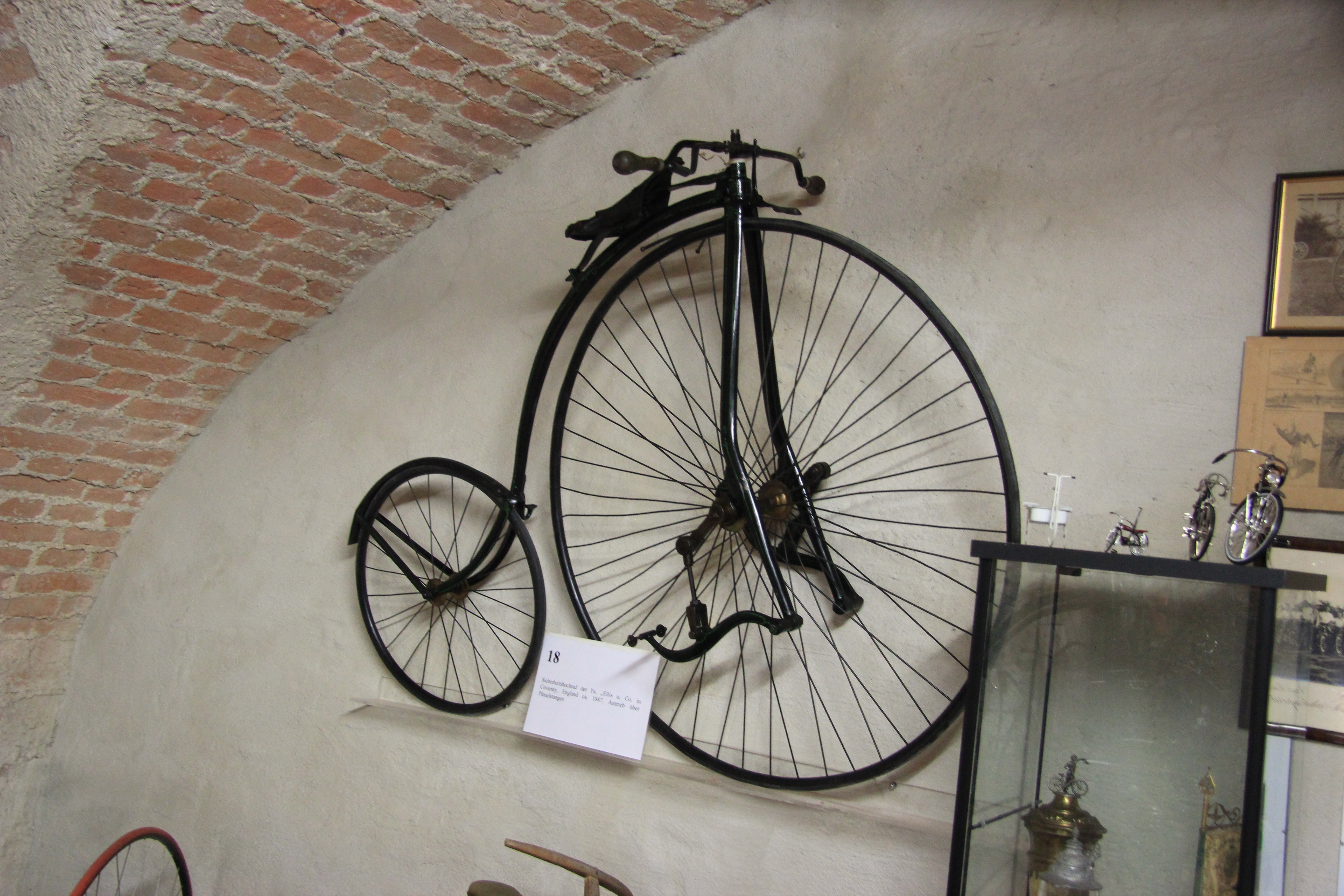
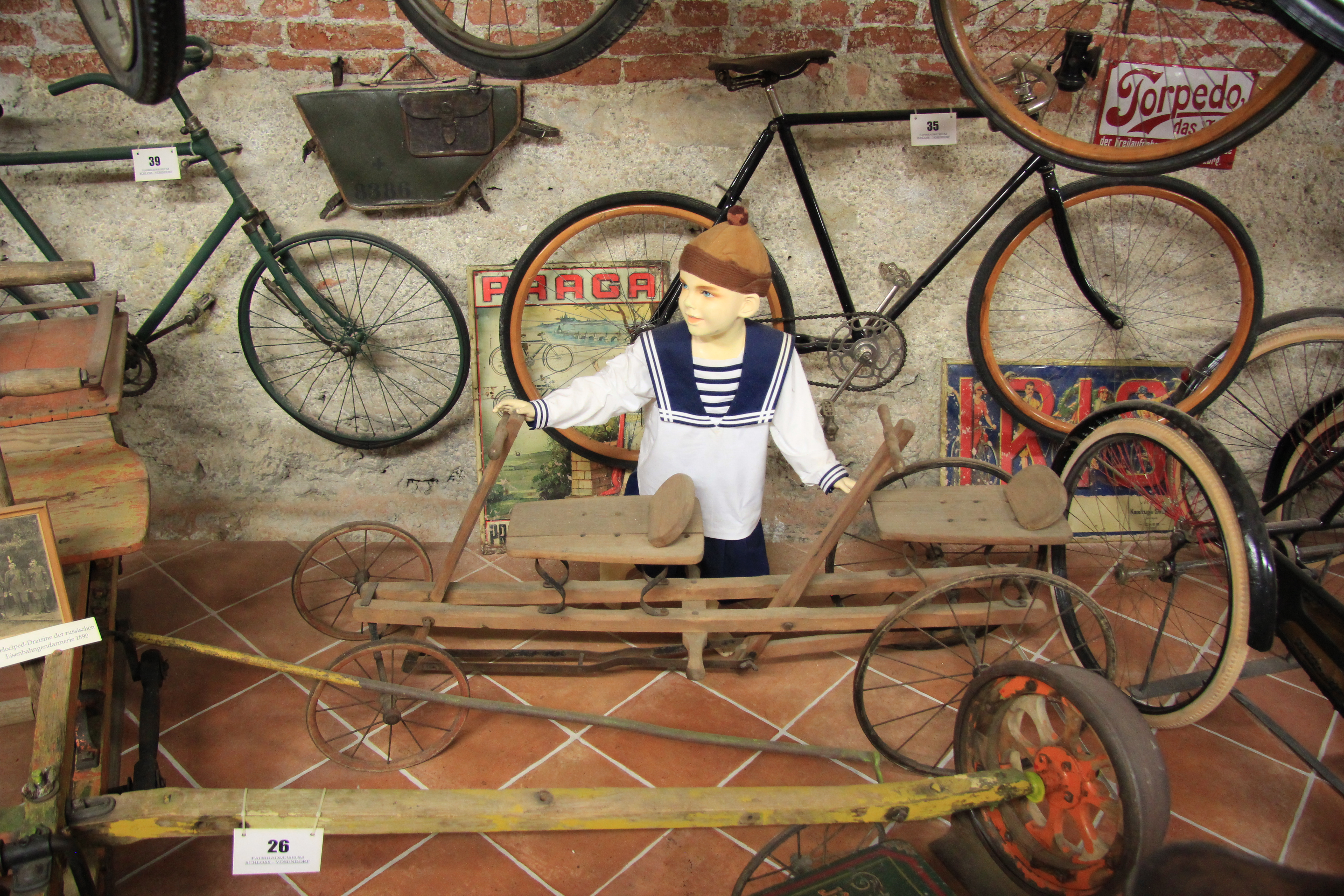
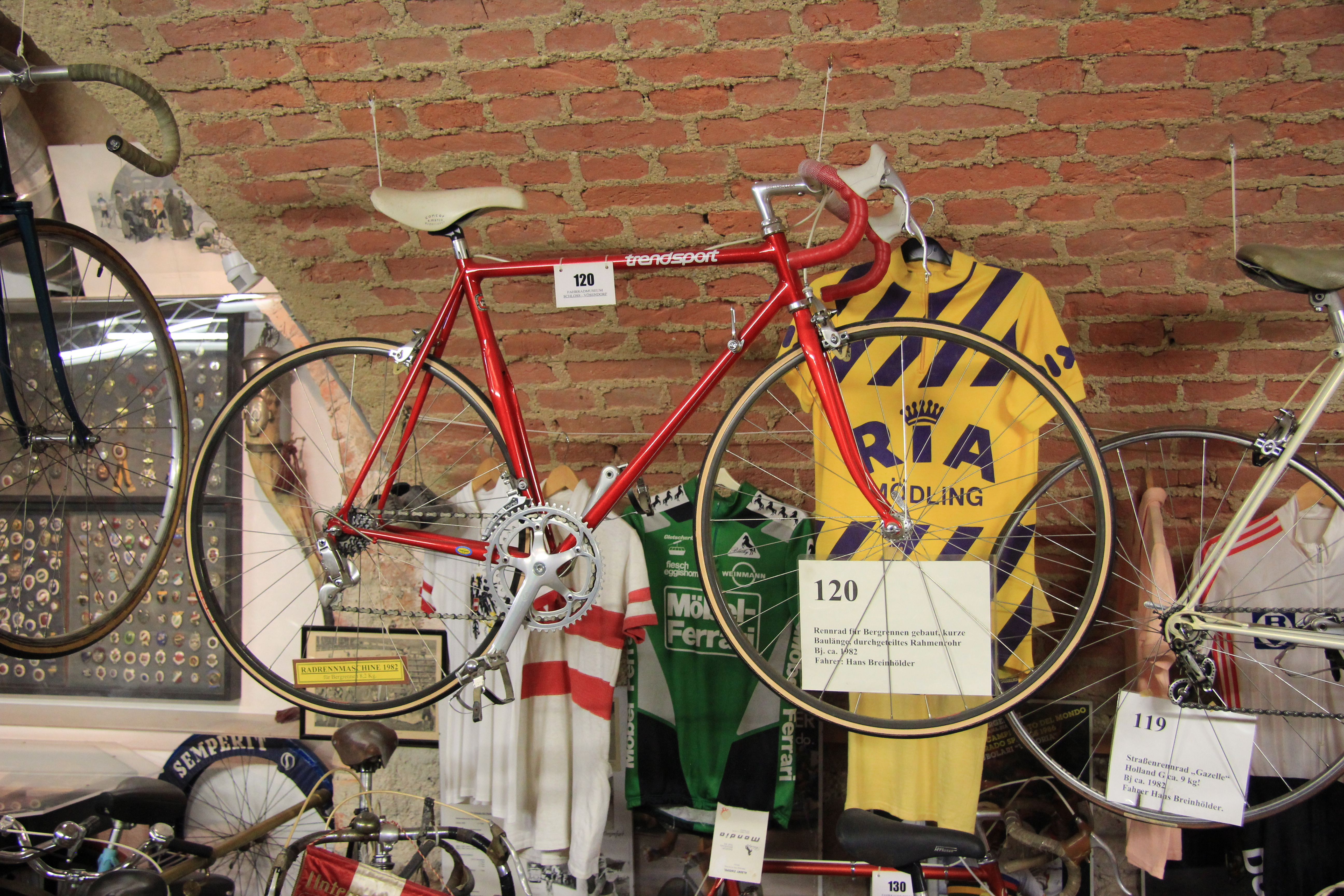
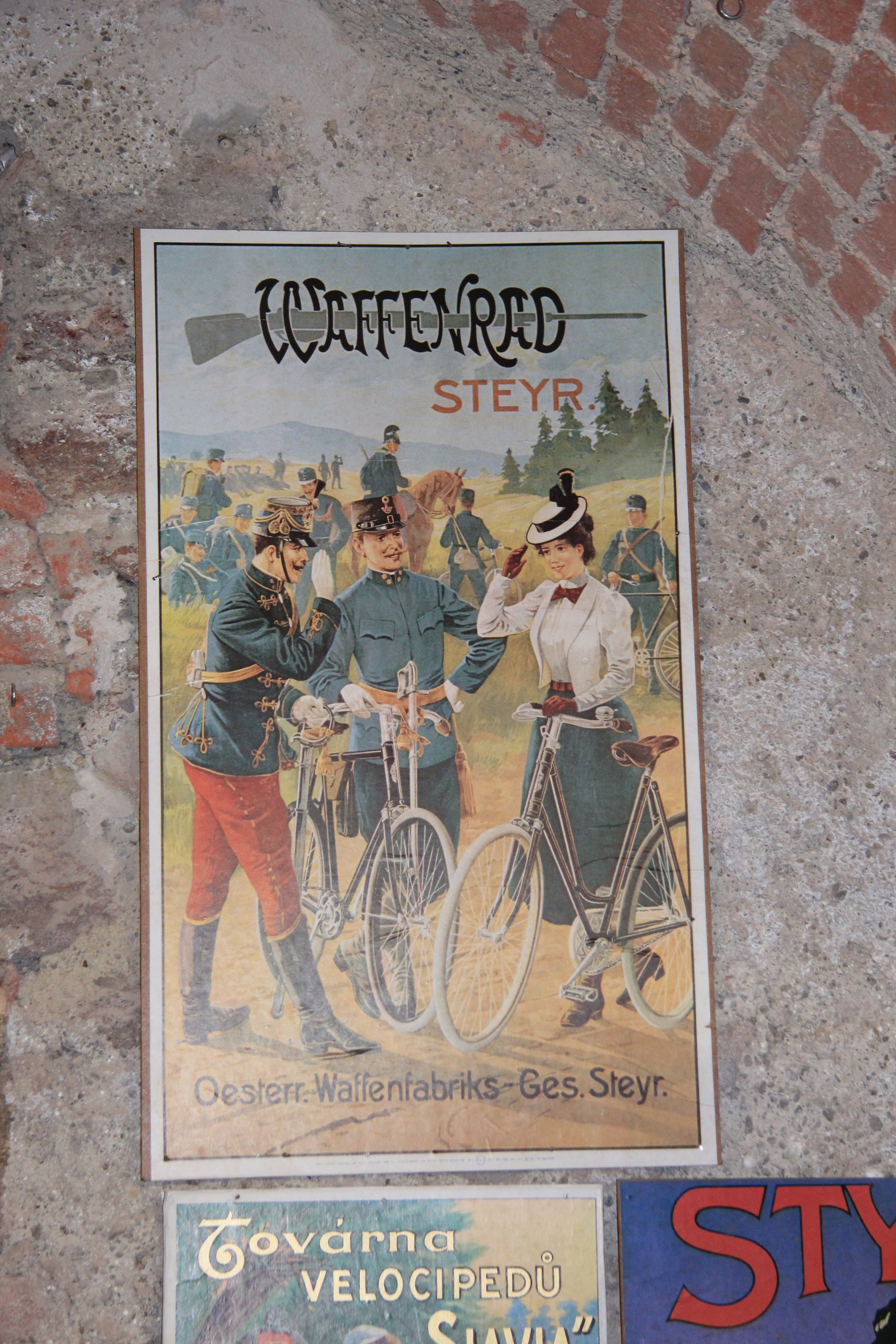

Das Fahrradmuseum Schloss Vösendorf ist ein Technikmuseum in Vösendorf, einer Marktgemeinde in Niederösterreich. Das Fahrradmuseum, das im Jahr 2000 eröffnet wurde, befindet sich im Schloss Vösendorf.
Die Ausstellung gliedert sich in die vier Bereiche Entwicklung des Fahrrads, technische Raritäten,  Radsportabteilung und Fahrradkultur. Präsentiert werden u. a. ein Laufrad aus dem Jahr 1820 der Wiener Firma Burg, Hochräder, Militärfahrräder, historische Rennfahrräder, Kunststofffahrräder, indische Fahrradrikschas, Bäckerräder, Werbeplakate und Objekte der Vereinstätigkeit.